# ガリレオの船
ガリレオの船（ガリレオのふね、英: Galileo's ship）とは、物理学者ガリレオ・ガリレイによって行われた、思考実験の一つである。
この実験は当時主流であった天動説に対して異議を唱えるためのものであり、地動説を主張するためのものでもあった。

## 概要
アリストテレスの天動説は、地球がもし回っているのならば、石を真上に投げたとき、回転した分落下位置がずれるであろうとするものであった。
ガリレオはこれに異議を唱えるために、次のように思考した。
それが正しいのならば、船の上に印をつけ、その印の真上に石を投げれば、船が静止してる時には印に落ち、船が移動している時には移動した分印からずれるのではないかと。
そしてこの実験が正しければ、アリストテレスの説は崩れ去るであろうと。
この実験は思考実験とされており、実際には行われていないとされる。